# Slutspel (film, 1997)
Slutspel är en svensk komedifilm från 1997 i regi av Stephan Apelgren.

## Handling
Det är sommaren 1990 i Stockholm och fotbolls-VM ska börja. Hemma hos fotbollsfantasten Johan ringer det på dörren, till hans förskräckelse är det kronofogden som ska mäta ut det han äger, inklusive TV:n. När han återvänder till lägenheten nästa dag har kronofogden tömt den, i stället väntar två torpeder på honom för att kräva in en skuld.

## Om filmen
Filmen hade premiär den 21 mars 1997 och är tillåten från 15 år. Den har även visats på SVT1 och släpptes på video i oktober 1997.

## Rollista (urval)
- Anders Lundin - Johan
- Lennart Jähkel - Kenneth
- Krister Henriksson - Jonny
- Peter Kneip - Bernte
- Peter Haber - Nalle
- Sven-Bertil Taube - George
- Melinda Kinnaman - Johanna
- Ulf Friberg - Janne
- Tintin Anderzon - Annika
- Anne-Li Norberg - kronofogde
- Eddie Axberg - kronofogde
- Maria Bolme - Sara
- Loa Falkman - von Fluck
- Annette Stenson-Fjordefalk - sjuksköterskan

## Utmärkelser
- Krister Henriksson Guldbaggenominerades 1998 i kategorin Bästa manliga biroll för sin insats i filmen.